# Angelic Pretty

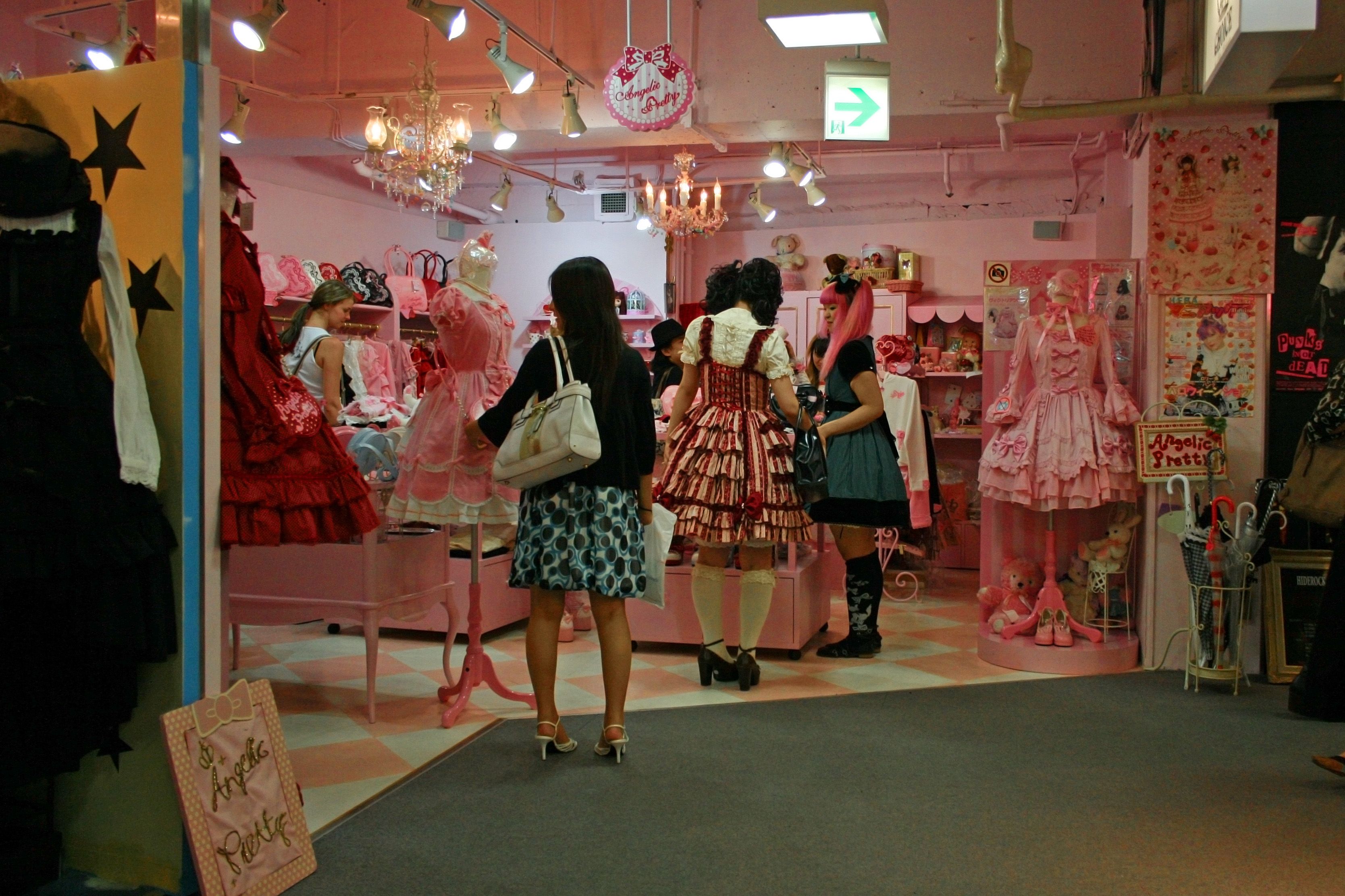
Boutique Angelic Pretty à Harajuku, Tokyo

Angelic Pretty est une marque de prêt-à-porter japonaise créée en 1979 (à l'époque sous le seul nom "Pretty"). Elle est connue pour ses créations dites Sweet Lolita, c'est-à-dire s'inscrivant dans le mouvement vestimentaire Lolita. Ses deux designers actuelles sont Maki et Asuka.
La marque est connue pour ses imprimés mignons et très colorés, avec une palette de couleur impressionnante. 
La couleur de prédilection de la marque est le rose. Leurs robes se portent avec de grands jupons, sont couvertes de dentelles et de détails mignons.

## Concept
Le concept principal d'Angelic Pretty est de fabriquer des vêtements s'inspirant de l'esthetique victorienne, du rococo ainsi que de celle des contes de fée. Les robes présentent souvent des rubans, de la dentelle, des nœuds...
Les vêtements sont de bonne qualité avec une attention particulière pour la coupe des robes et les détails comme la dentelle et les boutons.
Les clientes de la marque sont principalement dans la tranche d'âge 15-30 ans. 
Angelic Pretty ne fait pas de vêtements pour enfant, et propose souvent des tailles uniques.
La marque met en vente environ chaque mois une collection vestimentaire basée sur un tissu imprimé. 
Les imprimés proposés sont souvent mignons et colorés, avec des illustrations d'animaux, de bonbons, de glaces, de jouets, de gâteaux, de maquillage...
Certains thèmes reviennent régulièrement, comme Alice au pays des merveilles.
Chaque collection est publiée avant sa sortie dans des magazines comme Kera ou Gothic & Lolita Bible et des réservations sont mises en place. Le nombre de pièces de chaque collection étant limité, il arrive que des collections à grand succès se vendent entièrement à la réservation.
Ce sont ces collections à imprimés qui ont fait le succès de la marque et l'ont rendue si populaire parmi les autres marques Lolita.
Angelic Pretty propose également des robes avec des tissus plus simples: uni, vichy, gingham, pois, carreaux..

## Logo
Le logo de la marque a évolué au fil des années. 
Auparavant, c'était une couronne dorée qu'on pouvait voir sur les étiquettes des vêtements de la marque.
Actuellement, c'est un grand nœud rose.

## Boutiques
Angelic Pretty est une marque présente dans de nombreuses villes au Japon, avec 14 boutiques sur le territoire japonais début 2012. Elles sont situées à Tokyo (Laforet Harajuku), Nagoya, Osaka, Utsunomiya, Sendai, Hiroshima, Yokohama, Kanazawa, Shinjuku, Fukuoka, Okayama, Kobe, Shizuoka et Omiya.
La marque s'est ouverte à l'international à partir de 2008 en ouvrant une boutique en ligne en anglais. 
Le 3 juillet 2010, Angelic Pretty a ouvert sa boutique officielle à Paris.
En novembre 2010, une autre boutique a ouvert à San Francisco.
La décoration intérieure des boutiques est presque toujours entièrement rose, avec également des jouets et peluches vintage en décoration.
Le jeudi 15 août 2013, la boutique Angelic Pretty située à Paris déclare sa fermeture.
Le jeudi 7 juillet 2016, une boutique Angelic Pretty ouvre de nouveau à Paris. 